# Philippe Korda
Pour les articles homonymes, voir Korda.
 (mars 2020).
Philippe Korda est un expert en stratégie et management et consultant français.

## Biographie
Né en 1960, Philippe Korda est diplômé de l’Institut d'Etudes Politiques de Paris (section économique et financière, 1985)[réf. nécessaire] et titulaire d’une maîtrise en Droit (Université de Rouen, 1983)[réf. nécessaire]. Il a également effectué de courts séjours d’études à l'Académie de Droit International de La Haye ainsi qu’à New York University[réf. nécessaire].
Il a commencé sa carrière dans l'entreprise Carnaud Metal Box[réf. nécessaire].
Il rejoint l'entreprise de formation professionnelle continue Cegos en 1988, d'abord comme consultant formateur, puis comme manager d'équipe, directeur de différentes entités en France et à l'international, puis directeur des activités de conseil et de direction en entreprise.
En 2003, il fonde le cabinet de conseil Korda & Company[réf. nécessaire], qui comprend un pôle consultants et une agence digitale, et travaille pour des entreprises de premier plan. 
En 2009, il fonde l'association Énergie Jeunes, reconnue d'utilité publique en 2017, et dont les programmes éducatifs innovants sont largement déployés auprès de centaines de milliers d'enfants et d'adolescents, partout en France dans les territoires les moins favorisés.
Il est l'auteur de nombreux ouvrages, dont plusieurs sont diffusés en Europe et aux Etats-Unis. Son dernier livre, coécrit avec sa fille Hélène Korda, est Déclic (Presses de la Cité, 2023).

## Musique
Philippe Korda a fondé le groupe de musique Have You Seen The Monkey?, qui est en 2008 finaliste de la Battle of the Corporate Bands, concours parrainé par Fortune.